# Незнанський Фрідріх Євсеєвич
Фрідріх Євсеєвич Незнанський (рос. Фридрих Евсеевич Незнанский, нар. 27 вересня 1932, Журавичі, Гомельська область — пом. 13 лютого 2013, Гарміш-Партенкірхен, Німеччина) — юрист, російський публіцист і письменник.
Популярність Фрідріху Незнанському принесли написані спільно з Едуардом Тополем детективні романи «Журналіст для Брежнєва» (1981) і «Червона площа» (1983). Також він створив кілька поліцейських детективів — зокрема, «Марш Турецького», що ліг в основу однойменного телесеріалу.
Публікував оповідання, фейлетони й статті у таких виданнях як «Комсомольская правда», «Труд».
У 1977 він емігрував з Радянського Союзу до США, де мешкав по 1985. Був автором п'яти монографій, головну з яких присвячено директивному праву в СРСР. Працював на «Радіо Свобода» та з емігрантськими газетами.
Твори письменника перекладено на 12 мов. Вони стали бестселерами у США, Японії, Великій Британії, Франції, ФРН. У Росії книжки Фрідріха Незнанського почали видавати після перебудови.